# عملية أسر الرقيب فاكسمان
عملية أسر الجندي نخشون فاكسمان عملية خطف عسكرية قامت بها كتائب الشهيد عز الدين القسام الجناح العسكري لحركة المقاومة الإسلامية (حماس)، رداً على على مجزرة الحرم الإبراهيمي. حدثت في 11 أكتوبر 1994م. وكان هدف العملية هو الرقيب الصهيوني «نحشون مردخاي فاكسمان» (بالعبرية: נחשון מרדכי וקסמן) والوصول إلى صفقة لتبادل الأسرى وعلى رأسهم حينها الشيخ أحمد ياسين.

## ملخص العملية
أسَر مجاهدو القسام الجندي الصهيوني “نحشون مردخاي فاكسمان” عند موقف للجنود الصهاينة داخل الأراضي المحتلة عام 48، ثمّ اصطحبوه إلى منزل أُعِدّ سلفاً في قرية «بير نبالا» قضاء رام الله في الضفة الغربية، يذكر أن العملية كانت من تخطيط المهندس يحيى عياش والقائد محمد الضيف والمهندس سعد الدين العرابيد، ومن تنفيذ وحدة «طارق أبو عرفة وراغب عابدين»، في سبيل الوصول إلى صفقة لتبادل الأسرى وعلى رأسهم حينها الشيخ أحمد ياسين.

## نتائج
انتهت العملية مساء يوم الجمعة 14 اكتوبر 1994م بعد اقتحام قوات الاحتلال لمقر الوحدة القسامية الآسرة للجندي في محاولة لتحريره، لكن المحاولة فشلت في تحريره حيث أدّت إلى قتل الجندي الأسير بالإضافة إلى قائد الوحدة المقتحمة وجندي صهيوني ثالث كما أصيب نحو (20) جندياً، فيما استشهد في هذه العملية ثلاثة من مجاهدي القسام وهم: صلاح الدين حسن جاد الله (22) عاماً من حي الشيخ رضوان بمدينة غزة وحسن تيسير عبد النبي النتشة (22) عاماً من مدينة الخليل، وعبد الكريم ياسين بدر المسلماني (23) عاماً من القدس المحتلة، بينما اعتقل القساميان: جهاد محمد يغمور، وزكريا لطفي نجيب، والذان حكم عليهما بالسجن المؤبد بعدها حتى تحريرهما في صفقة وفاء الأحرار في عام 2011.